# Sainte-Aurence-Cazaux
Sainte-Aurence-Cazaux é uma comuna francesa na região administrativa de Occitânia, no departamento de Gers. Estende-se por uma área de 9,54 km². Em 2010 a comuna tinha 102 habitantes (densidade: 10,7 hab./km²).